# U2-3
U2-3 (soms ook U2 Three of Three genoemd) is de eerste uitgave van de Ierse band U2 en is een extended play van drie nummers, wat de titel verklaart. De marketingmanager van CBS Records heeft alle 1000 exemplaren nog met de hand genummerd.

## Geschiedenis
Three werd als een 12 inch uitgebracht, met een originele oplage van 1000 stuks. Hoewel er meerdere oplagen zijn, blijft deze ep moeilijk te verkrijgen; hij is ook nooit op cd uitgebracht. Na een kleinschalig onderzoek onder proefluisteraars werd "Out of Control" als A-kant gekozen, waardoor "Stories for Boys" en "Boy/Girl" automatisch B-kanten werden. "Out of Control" en "Stories for Boys" werden een jaar later opnieuw opgenomen en verschenen op het eerste studioalbum, Boy. Deze twee nummers, samen met "Boy/Girl", werden regelmatig gespeeld op de tour die volgde op Boy. "Stories for Boys" werd aanvankelijk gebruikt als openingsnummer, maar werd naarmate de tour vorderde vervangen door "The Ocean", waarna de tracklist van Three achter elkaar werd gespeeld met "Out of Control" meestal als slotnummer.
Na de Boytour werd "Boy/Girl" niet meer live uitgevoerd, "Stories for Boys" enkel op de Octobertour, maar "Out of Control" werd nog steeds regelmatig gespeeld tijdens de tours.

## Tracklist
- 1 - Out of Control
- 2 - Stories for Boys
- 3 - Boy/Girl

## Bezetting
- Bono Vox - Zang
- The Edge - Gitaar
- Adam Clayton - Basgitaar
- Larry Mullen jr. - Drums

Bono · The Edge · Adam Clayton · Larry Mullen jr.